# Benissuera
Benissuera (spanisch Benisuera) ist eine spanische Gemeinde (Municipio) mit 185 Einwohnern (Stand: 2024) in der Valencianischen Gemeinschaft, in der Comarca Vall d’Albaida.

## Lage
Benissuera liegt in einer Höhe von ca. 200 m. Der Río Albaida, der die östliche und südliche Gemeindegrenze bildet, fließt hier in die Embassament de Bellús. Die Provinzhauptstadt Valencia liegt etwa 58 Kilometer in nordnordöstlicher Richtung.

## Geschichte
| Jahr      | 1900 | 1930 | 1950 | 1960 | 1970 | 1981 | 1991 | 2001 | 2011 | 2021 |
| --------- | ---- | ---- | ---- | ---- | ---- | ---- | ---- | ---- | ---- | ---- |
| Einwohner | 299  | 242  | 253  | 242  | 238  | 221  | 203  | 188  | 205  | 183  |

## Kultur und Sehenswürdigkeiten
- Josephuskirche (Església de Sant Josep)
- Herrenhaus der Los Bellvís

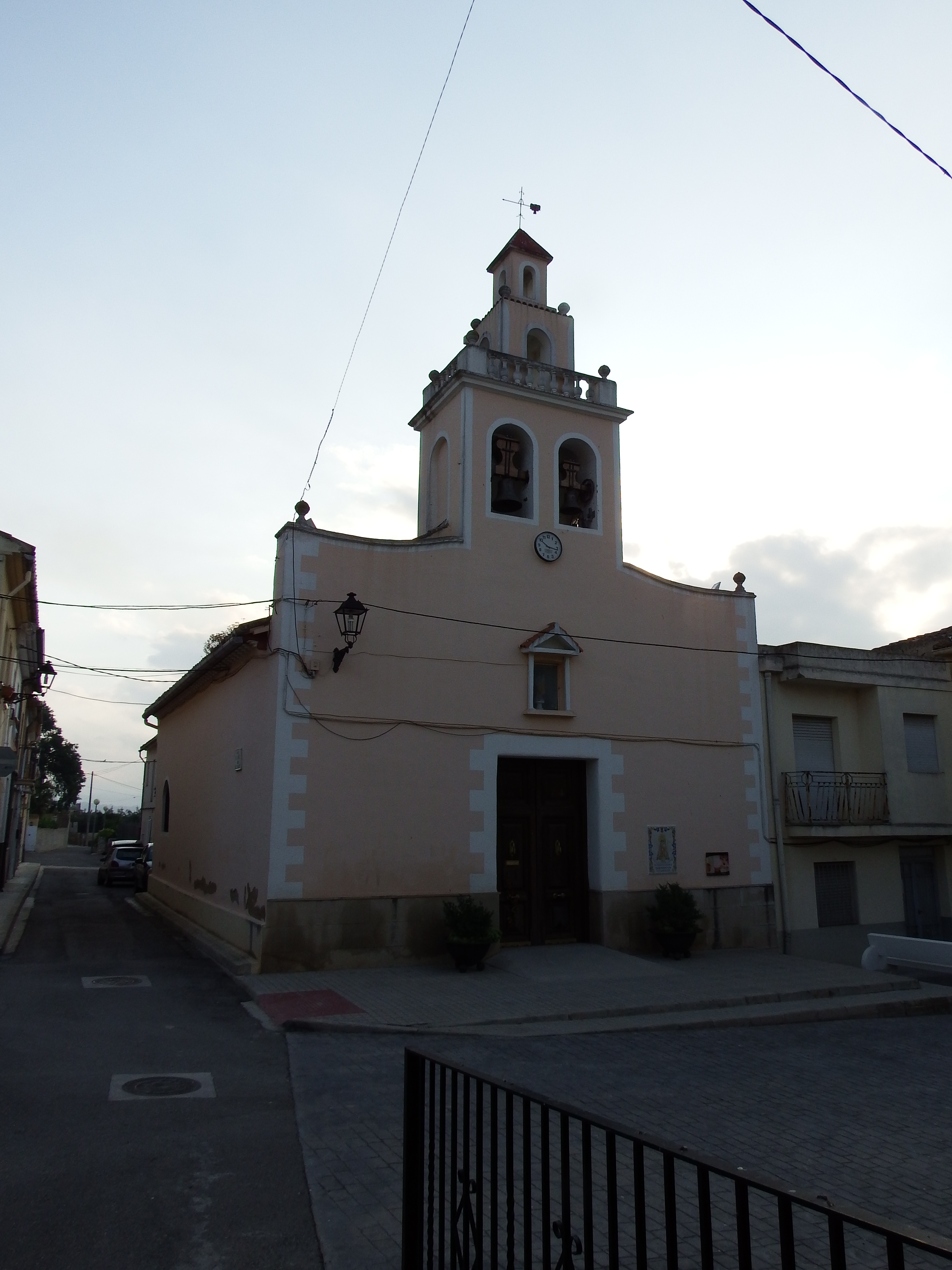
Josephuskirche
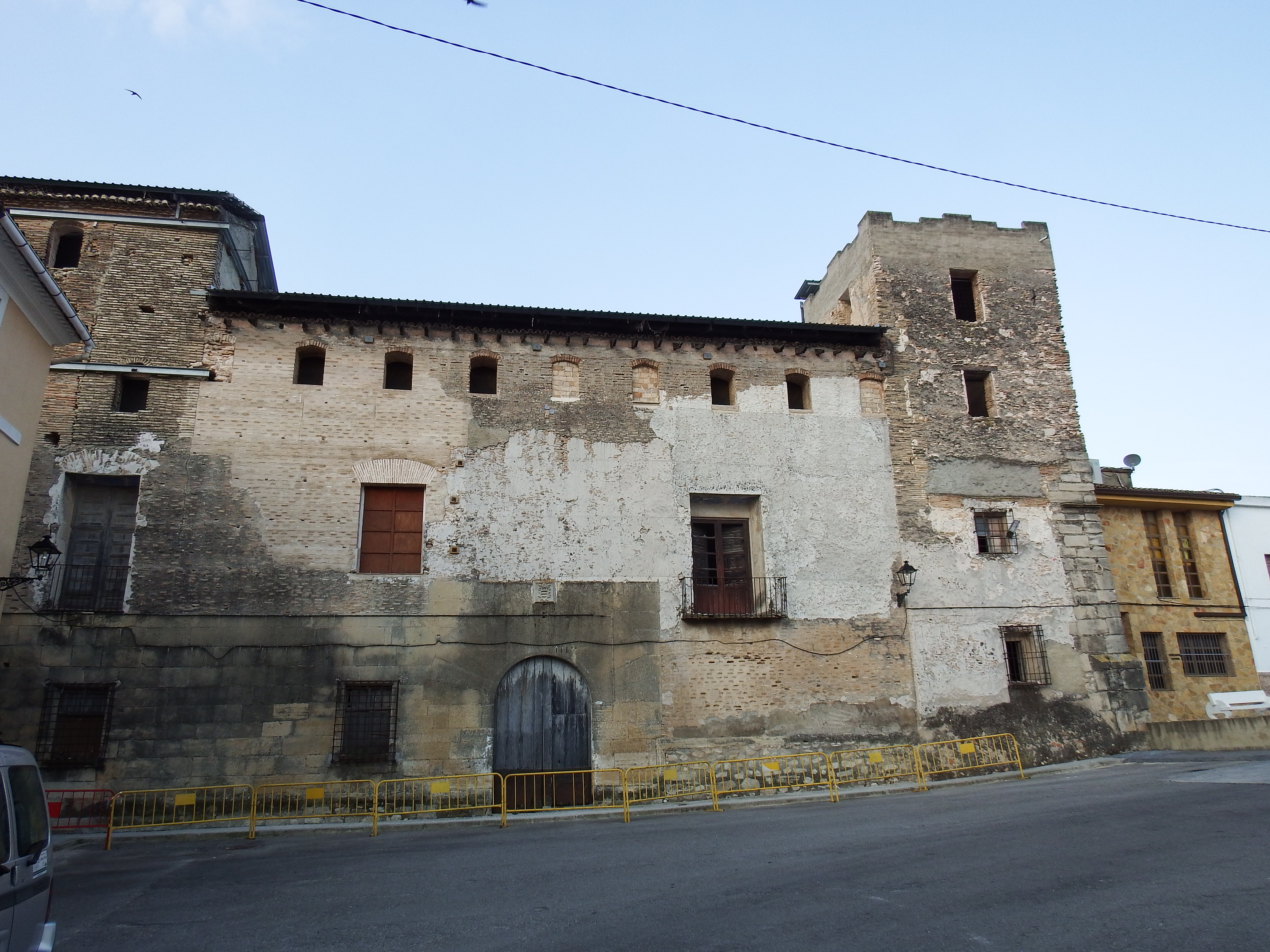
Herrenhaus der Los Bellvís
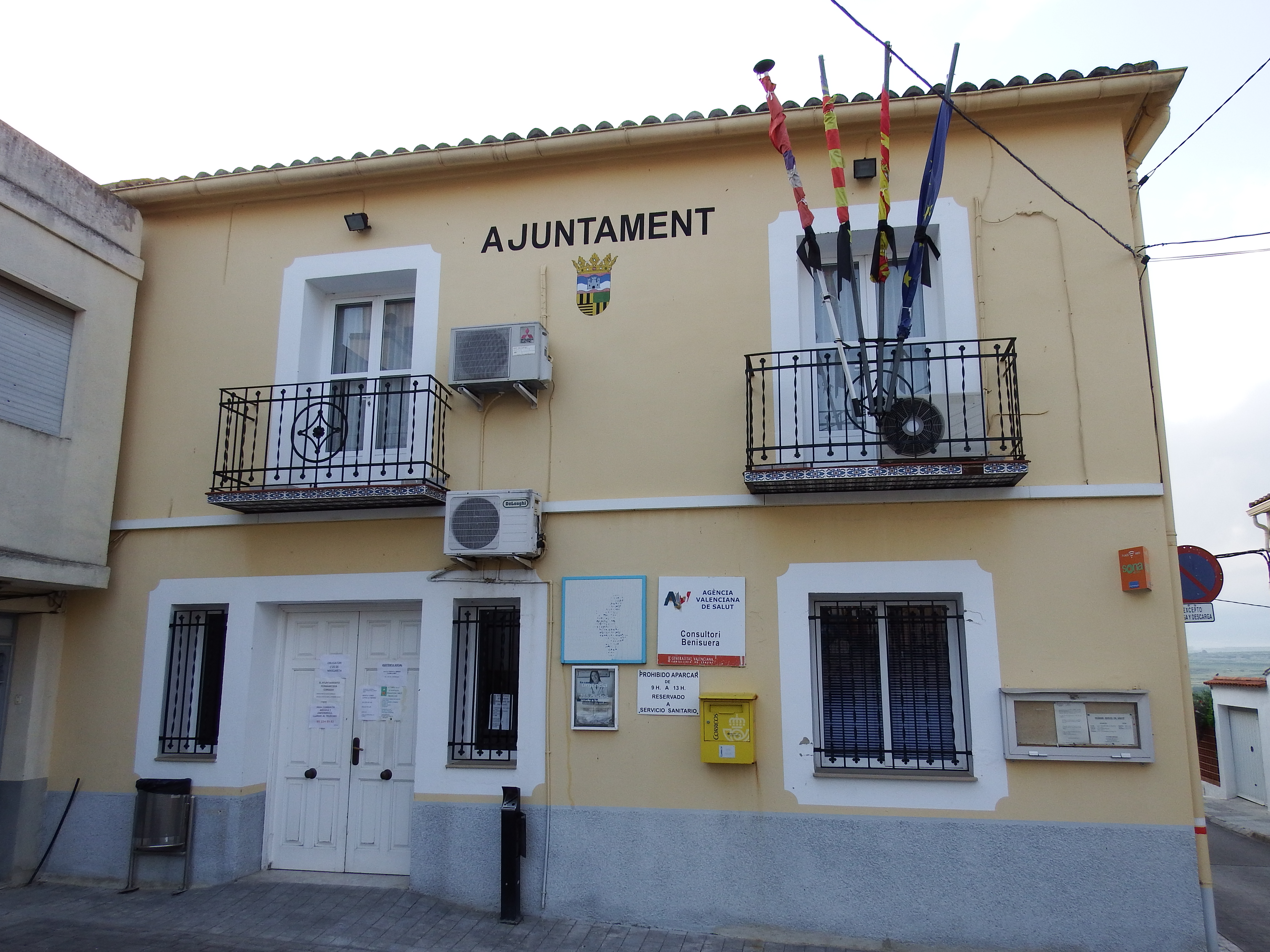
Rathaus